# Sebdou
Sebdou är en ort i Algeriet.   Den ligger i provinsen Tlemcen, i den nordvästra delen av landet, 500 km sydväst om huvudstaden Alger. Sebdou ligger 920 meter över havet och antalet invånare är 41 146.
Terrängen runt Sebdou är kuperad åt nordväst, men åt sydost är den platt. Sebdou ligger nere i en dal. Runt Sebdou är det ganska tätbefolkat, med 96 invånare per kvadratkilometer. Det finns inga andra samhällen i närheten. Omgivningarna runt Sebdou är i huvudsak ett öppet busklandskap.